# جارویس ۳۳۵۳
سیارک ۳۳۵۳ (به انگلیسی: 3353 Jarvis، نامگذاری:1981YC) سه هزار و سیصد و پنجاه و سومین سیارک کشف شده‌است که در ۲۰ دسامبر ۱۹۸۱ کشف شد.
قدر مطلق سیارک برابر ۱۳٫۵۰ است.